# Zelenika
Zelenika ist eine städtische Siedlung an der Küste Montenegros. Sie ist die jüngste Ortschaft an der sogenannten Riviera der Gemeinde Herceg Novi.

## Geschichte
Der Ort entstand um 1900 um den südlichsten Bahnhof der Donaumonarchie und den dazugehörigen Verladehafen. Die Eröffnung des Strandhotels im Jahr 1902 gilt als Beginn des modernen Tourismus in Montenegro.
Zelenika ist eine lebhafte Ortschaft mit Campingplatz und Übernachtungsmöglichkeiten in Privathäusern. Nahe der Ortschaft liegt das Dorf Meljine mit dem altehrwürdigen venezianischen Lazarett sowie einem kleinen Hotel am Strand.
„Zelenika“ ist etwa als „Grünlein“ zu übersetzen. Als völkisch-slawische Benennung ist das identisch mit der Stechpalme (ilex aquifolium) – eine dekorative Buschpflanze.
Zelenika ist ursprünglich ein Weiler des Hinterland-Dorfes Kuti;– dieser ist schon in der Vorgeschichte bewohnt gewesen. Kuti ist im Frühmittelalter als Gauzentrum belegt, heute noch denkwürdig durch die Ruinenkirche aus dem 10. bis 11. Jh. mit frühromanisch hervorragenden Kunstgegenständen in Museum von Herceg Novi. Erst durch die Festungsgründung 1382 ging diese regionale Bedeutung an Herceg Novi hinüber, aber Kuti galt auch noch unter türkischer Herrschaft als ein Musterdorf, bis Venedig 1687 Herceg Novi belagerte. Zu diesem Anlass erschien erstmals der Name Zelenika – für einen Sturzbach – bzw. für dessen morastige Gewässer an der Seeküste; diese gleichfalls als Abgrenzung nach Westen, von dem danach venezianisch neubesiedelten Dorf Sasović, dieses auch im Hinterland. Es folgte die napoleonische Besatzung, als um den Morast herum eine befahrbare Straße gebaut wurde – angenommen dann mit den ersten Siedlern an der Seeküste.
Im 19. Jahrhundert gehörte die Gegend zu Österreichisch-Dalmatien. Durch die neuen Vermessungskartographien erschien nun 1838 die Ortsbezeichnung Zelenika – an der östlichen Kuti-Seite. In den 1880er Jahren wurden die beiden Küstenstreifen unmittelbar verbunden, mittels einer neuen Straße über drei Brücken geradeaus durch den Morast, bereits als Vorarbeit für die zweitwichtigste Kriegsmarine-Basis Österreich-Ungarns, vor Ort offensichtlich mit weiteren Besiedlungen – als auch Dr. Antal Magyar, gar aus Budapest, um 1899 an der Westseite des Orts seine Villa erbaute, unmittelbar bevor sich dann auch die ganze Gegend zu einer Baustelle verwandelte. Mit Tunnelbau und Abtragung einer Hügelseite erschien 1901 die Plattform für den südlichsten Endbahnhof der Donaumonarchie, und ein Verladehafen nebst logistischem Militärlager – auf dem aufgeschütteten Morast gebaut. Das Bahnhofshaus – an der Westseite – bekam die Aufschrift Zelenika: Damit ist die Ost-West-Teilung der Ortschaft endgültig beseitigt worden. Und die gesagte Villa-Magyar, mit beginnenden Anbauten als „Pension am Grünen Strande“ wurde sogleich 1902 touristisch eröffnet, abgesehen von weiteren privaten Unternehmungsinitiativen um den Bahnhof und den Hafen. Allerdings gilt Zelenika bis heute als Wiege der montenegrinischen Hotelgewerbe, nicht nur wegen des ältesten Hotels, sondern auch dadurch, dass die ersten organisierten Touristen-Ausflüge zum damaligen Fürstentum Montenegro hier veranstaltet wurden.
In der Zwischenkriegszeit, zur Zeit des Königstums Jugoslawien, entwickelte sich der Tourismus zwar zunehmend, doch blieb das „Strandhotel Zelenika“, mit Auslandsgästen, ein wichtiger Bestandteil der Wirtschaft von Herceg Novi. Für das sonst aufstrebende Zelenika stand das schlossartige Hotel mit drei Türmen – nebst zugehöriger Parkanlage und drei Villas – als die eigentliche Ortszierde da. Sonst, abgesehen vom verbliebenen Militärbetrieb, zeichnete sich das Küstendorf als ein pulsierendes Geschäftszentrum aus, regional mit Lebensmittel- und Baumaterialienhandel und auch international durch den Expeditionsunternehmer Obren Dunđerović. Durch zwei Friedensjahrzehnte ist Zelenika der wichtigste Steueranschaffer des Verwaltungsbezirks Herceg Novi gewesen.
Das Nachkriegsregime verstaatlichte dann alles und zog es nach Herceg Novi hinein. Das Militär zog sich sonst zurück. Zudem wurde in der Teilrepublik Montenegro eine neue Achse gefördert: Hauptstadt Podgorica – Hafenstadt Bar. Als dann auch die Dalmatinerbahn zu Zelenika aufgehoben wurde, stagnierte die Ortschaft völlig. Selbst das bereits historische Hotel ist zu einer Kindererholungsstätte degradiert worden. Es wurde zwar eine „adriatische Magistrale“ gebaut, der zunehmende Autoverkehr aber durch die bisher entstandene Agglomeration hindurch gelenkt. Allerdings, wegen der Logistik der gleichzeitig geförderten Massentourismus nahm die in Zelenika doch vorhandene Hafen- und Magazinanlage wieder an Bedeutung zu – nun mit einem Zollamt. Die beiden Urdörfer verloren ihre Bewohner zunehmend, seit dem Krieg, jedoch hinter der Küstenagglomeration Zelenikas nahm die Ansiedlung – privater Hausbau – deutlich zu. Abgesehen von einem bewaldeten Autocamp kamen aber kaum noch Touristen her.
Eine neue Entwicklungsgelegenheit für Zelenika eröffnet sich vielleicht wieder durch die Systemwende nach 1990 – bzw. Staatssouveränität 2006 – allenfalls dank des Zollhafens und wieder befreiter Privatinitiative, zumal Herceg Novi räumlich erstickt ist, während Zelenika über ein breites Hinterland verfügt – bereits mit lebhafter Geschäftigkeit entlang der Küste: sehr differenzierter Handel und Gewerbe, nebst einem kleinen Jachthafen, der aus allen Nieten platzt, allerdings ohne einschlägige Raumplanung. Human-vordergründiges Problem ist der Durchgangsverkehr: Dieser kann mit Trennung von Fahrspuren und Kreisverkehr deutlich umgestaltet werden – damit gewinnt man Freiräume für die Fußgänger. Unvermeidlich ist dieser Umbau im Ortszentrum, wo auch eine attraktive Piazetta im Hafenbereich entstehen kann. Zu hervorragender Rehabilitation der Touristik steht die verlassene Bahnhof-Riva zur Verfügung, mit möglichst neuem Aparthotel am grünen Steilhang dahinter, samt heute dem Ruin preisgegebenem historischen Hotel – davor mit einem wohlbegehrten großen Jachthafen.